# Colin Tapley
Colin Tapley est un acteur néo-zélandais, né le 7 mai 1909 à Dunedin (Île du Sud, Nouvelle-Zélande), mort le 23 novembre 1995 à Coates (Gloucestershire, Angleterre).

## Biographie
Fils du politicien Harold Livingstone Tapley (en) (1875-1932), Colin Tapley est éduqué dans son pays natal. En 1928, il se joint à la première expédition dans l'Antarctique de Richard Byrd. Il est ensuite brièvement élève-pilote dans la Royal Air Force en 1931, puis gagne un concours de recrutement de jeunes talents organisé par la Paramount Pictures en 1933, année où il part aux États-Unis, à Hollywood, se retrouvant sous contrat avec ce studio.
Ainsi, au cinéma, il contribue à trente-huit films américains sortis de 1934 à 1940, dont Les Trois Lanciers du Bengale d'Henry Hathaway (1935, avec Gary Cooper et Franchot Tone), Becky Sharp de Rouben Mamoulian et Lowell Sherman (1935, avec Miriam Hopkins dans le rôle-titre et Frances Dee) et Le Roi des gueux de Frank Lloyd (1938, avec Ronald Colman et Basil Rathbone).
Après avoir tourné le western Arizona de Wesley Ruggles (1940, avec Jean Arthur et William Holden), il s'enrôle dans la Royal Canadian Air Force et sert durant la Seconde Guerre mondiale comme officier-instructeur puis contrôleur aérien, notamment au Royaume-Uni. Démobilisé en 1945, il rejoint un temps la Nouvelle-Zélande avec sa famille.
Renouant avec le grand écran, il collabore à deux ultimes films américains sortis en 1949, Le Défi de Lassie de Richard Thorpe (avec Edmund Gwenn et Donald Crisp) et Samson et Dalila de Cecil B. DeMille (avec Victor Mature et Hedy Lamarr dans les rôles-titre), avant de poursuivre sa carrière d'acteur au Royaume-Uni. Là, il participe à vingt-neuf films britanniques sortis de 1951 à 1963, dont Les Briseurs de barrages de Michael Anderson (1955, avec Michael Redgrave), ainsi qu'à la coproduction américano-australo-britannique Horizons sans frontières de Fred Zinnemann (1960, avec Deborah Kerr et Robert Mitchum).
Son dernier film, sorti en 1969, est la coproduction italo-yougoslave Fräulein Doktor d'Alberto Lattuada (avec Suzy Kendall et Kenneth More).
À la télévision, Colin Tapley se produit dans neuf séries britanniques entre 1957 et 1963, dont Le Chevalier Lancelot (deux épisodes, 1957) et Ivanhoé (un épisode, 1958).
Il se retire en Angleterre, dans un village du Gloucestershire, où il meurt en 1995.

## Filmographie partielle

### Au cinéma
Période américaine (1934-1949)
- 1934 : Double Door de Charles Vidor : Dr John Lucas
- 1934 : Wagon Wheels (en) de Charles Barton : montagnard
- 1934 : Rythmes d'amour (Murder at the Vanities) de Mitchell Leisen : régisseur
- 1935 : Les Croisades (The Crusades) de Cecil B. DeMille : messager étranger
- 1935 : Intelligence Service (The Last Outpost) de Charles Barton et Louis J. Gasnier : Lieutenant Prescott
- 1935 : Les Trois Lanciers du Bengale (The Lives of a Bengal Lancer) d'Henry Hathaway : Lieutenant Barrett
- 1935 : Le Baron Gregor (The Black Room) de Roy William Neill : Lieutenant Hassel
- 1935 : Becky Sharp de Rouben Mamoulian et Lowell Sherman : William Dobbin
- 1935 : My Marriage de George Archainbaud : Sir Philip Burleigh
- 1935 : Peter Ibbetson d'Henry Hathaway : fonctionnaire
- 1936 : Enfants abandonnés (Too Many Parents) de Robert F. McGowan : Miller
- 1936 : L'Homme sans visage (Preview Murder Mystery) de Robert Florey : directeur de studio
- 1936 : Vingt-cinq Ans de fiançailles (Early to Bed) de Norman Z. McLeod : Dr Vernon
- 1936 : Le Retour de Sophie Lang (The Return of Sophie Lang) de George Archainbaud : Larry
- 1937 : Bulldog Drummond s'évade (Bulldog Drummond Escapes) de James P. Hogan : Dixon
- 1937 : Maid of Salem de Frank Lloyd : ami de Roger
- 1937 : The Crime Nobody Saw de Charles Barton : Dr Brooks
- 1937 : Âmes à la mer (Souls at Sea) d'Henry Hathaway : Donaldson
- 1937 : King of Gamblers de Robert Florey : Joe
- 1937 : Night of Mystery d'Ewald André Dupont : Chester Greene
- 1938 : Tempête sur le Bengale (Storm Over Bengal) de Sidney Salkow : Hallett
- 1938 : Le Roi des gueux (If I Were King) de Frank Lloyd : Jehan Le Loup
- 1939 : La Lumière qui s'éteint (The Light That Failed) de William A. Wellman : Gardner
- 1940 : Women in War de John H. Auer : Capitaine Tedford
- 1940 : Les Tuniques écarlates (North West Mounted Police) de Cecil B. DeMille : soldat de la police montée
- 1940 : Arizona de Wesley Ruggles : Bart Massey
- 1949 : Le Défi de Lassie (Challenge to Lassie) de Richard Thorpe : officier à cheval
- 1949 : Samson et Dalila (Samson and Delilah) de Cecil B. DeMille : Prince

Période britanniques (1951-1963)
- 1951 : Cloudburst de Francis Searle : Inspecteur Davis
- 1952 : Wings of Danger de Terence Fisher : Inspecteur Maxwell
- 1952 : Wide Boy de Ken Hughes : Mannering
- 1953 : Strange Stories de Don Chaffey et John Guillermin : Charles
- 1953 : À trois pas de la potence (Three Steps to the Gallows) de John Gilling : Arnold Winslow
- 1953 : Noose for a Lady de Wolf Rilla : Major Fergusson
- 1954 : Enquête spéciale (The Diamond) de Dennis O'Keefe et Montgomery Tully : Sir Stafford Beach
- 1955 : Les Briseurs de barrages (The Dam Busters) de Michael Anderson : Dr. W. H. Glanville
- 1955 : Barbados Quest de Bernard Knowles : Lord Valchrist
- 1955 : Little Red Monkey de Ken Hughes : Sir Clive Raglan
- 1957 : Stranger in Town de George Pollock : Henry Ryland
- 1958 : Le Perceur de coffres (The Safecracker) de Ray Milland : Colonel Charles Mercer
- 1958 : Innocent Meeting de Godfrey Grayson : Stannard
- 1958 : Le Sang du vampire (Blood of the Vampire) d'Henry Cass : commissaire des prisons
- 1959 : High Jump de Godfrey Grayson : garde
- 1959 : Man Accused de Montgomery Tully : inspecteur
- 1960 : An Honourable Murder de Godfrey Grayson : Casca
- 1960 : Horizons sans frontières (The Sundowners) de Fred Zinnemann : Palmer
- 1961 : So Evil, So Young de Godfrey Grayson : inspecteur
- 1962 : Strongroom de Vernon Sewell : Haynes
- 1962 : Emergency de Francis Searle : Dr Lloyd
- 1962 : The Lamp in Assassin Mews de Godfrey Grayson : inspecteur
- 1963 : Paranoiac de Freddie Francis : vicaire
- 1969 : Fräulein Doktor d'Alberto Lattuada : Général Metzler

### À la télévision
- 1957 : Le Chevalier Lancelot (The Adventures of Sir Lancelot), épisode 16 The Ruby of Radnor de Lawrence Huntington : Everard ; épisode 29 The Thieves de Bernard Knowles : Lord Vanton
- 1958 : Ivanhoé (Ivanhoe), épisode 13 La Rançon (The Ransom) de Bernard Knowles : Gerald
- 1955-1960 : The Vise, saisons 1 à 5, 68 épisodes : Inspecteur Parker (excepté les trois premiers épisodes)